# Francisco Sifré Pardo
Francisco Sifré Pardo (Alzira, 1940), és un historietista i il·lustrador valencià adscrit a l'Escola Valenciana de còmic, encara que també va treballar posteriorment per a l'Editorial Bruguera.
Francisco Sifre va iniciar la seua carrera historietística a la fi dels anys 50 en les revistes d'Editorial Valenciana. Per a Jaimito va crear les sèries El Dire Cocomascope, La família Ki-Ki-Ri-Ki, Jipy, Nicanor, Pedrusco i Pepote. Per a Pumby, on el seu estil aconsegueix la maduresa cap a finals dels anys seixanta, Boby, Peluca i finalment El Pequeño Sheriff. Sifré va continuar treballant per a la citada editorial fins al seu tancament a mitjan 80, però des de principis dels 70 havia començat també a compatibilitzar-la amb Bruguera, en un moviment idèntic al del seu company Rojas. Allí va crear les sèries El marqués de la Foca (Din Dan, 1972) i Alí el Genio de la lámpara (Zipi y Zape).
El crític Pedro Porcel ha assenyalat que el seu estil, d'una simplicitat només aparent, és el "més intencionadament infantil" de l'Escola Valenciana, amb figures de cap gran i colors molt cridaners.